# Kajal
För andra betydelser, se Kajal (olika betydelser).

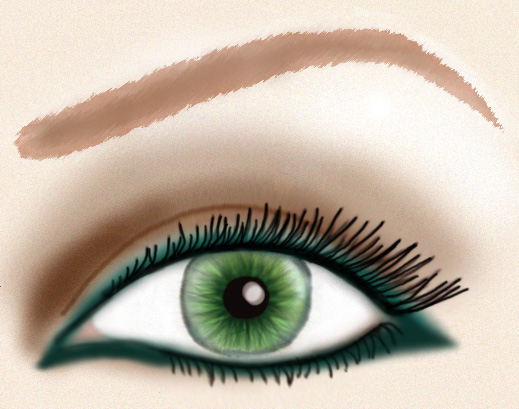
Mörk tealkajal runtom ögat

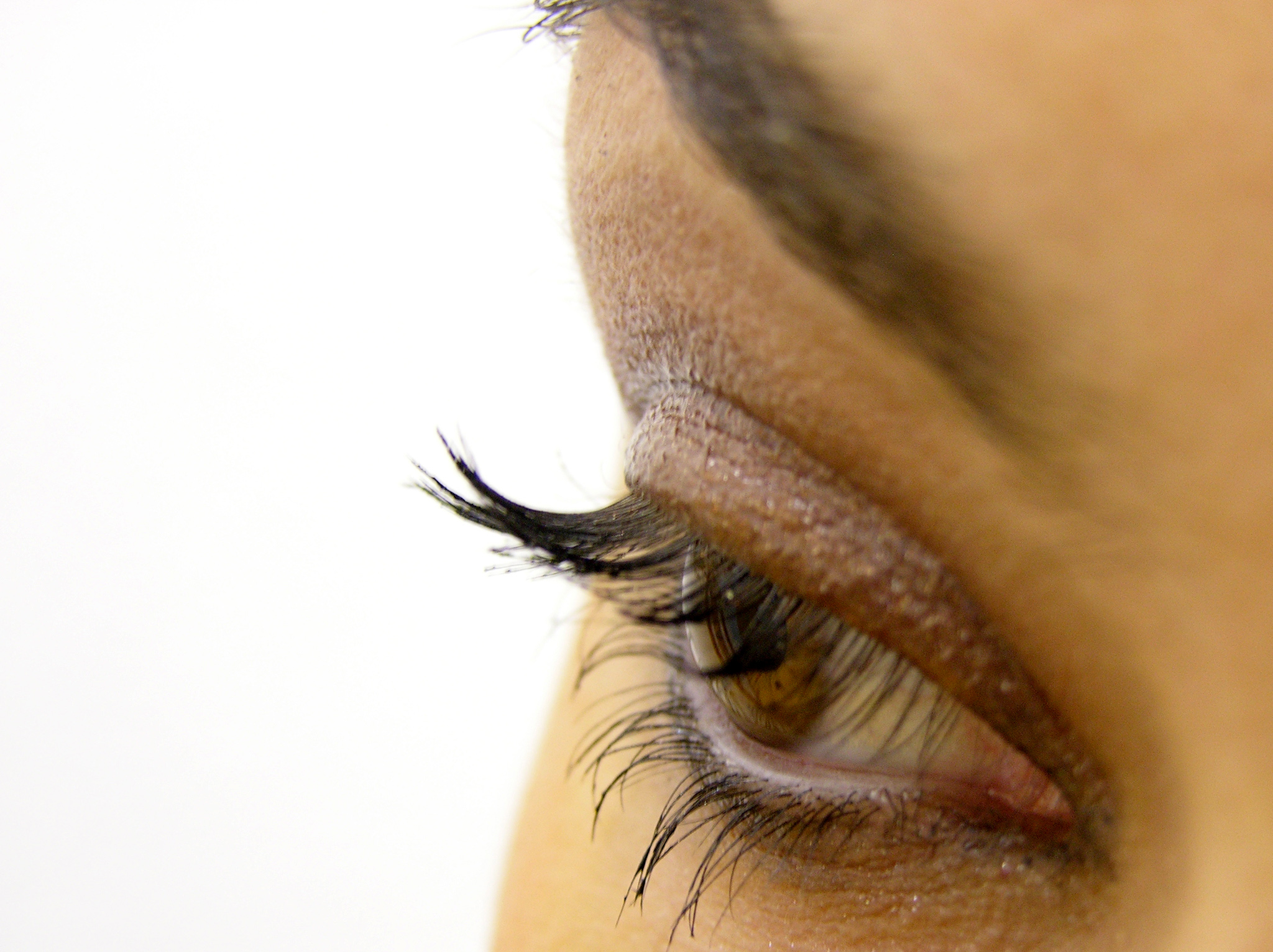
Ett öga med brun eyeliner under de nedre fransarna

Kajal (även khol, efter arabiskans kuhl) är ett orientaliskt ögonsmink som mest består av bränd grafit som krossats till pulver, alternativt antimon som blandats ut med sot. Det används för att färga området kring ögat. I västerlandet har begreppet blivit synonymt med mjuka ögonpennor.

## Användning
Kajal finns i många olika färger; vanligast är svart, men även brun och grå är vanliga. Vit och blå kajal kan användas för att öppna upp ögat och ge klarare blick, men då används den bara på övre fransraden. Kajal appliceras på insidan av fransraderna, eller direkt under; det kan användas både uppe och nere. Kajal är till för att rama in ögat. Svart kajal ger en väldigt intensiv look samtidigt som brun ger en naturligare.

## Historik
Ordet kajal kommer från hindi (काजल, kājal). Det här orientaliska ögonsminket användes redan i det antika Egypten och Assyrien, av både män och kvinnor. I vissa delar av Asien och Nordafrika används det än idag. Man anser att khol både har en magisk (för att skydda mot det onda ögat) och medicinsk (mot trakom) funktion.
Hippiemodet under 1970-talet innebar att khol spreds till västerlandet. Kosmetikabranschen kom där att ge orientaliska namn som kajal och khol åt mjuka ögonpennor. Traditionellt appliceras annars det här sminket i sina ursprungsländer med hjälp av en pinne av trä eller metall.

## Källhänvisningar
1. 1 2 3 4   khol i Nationalencyklopedins nätupplaga. Läst 28 januari 2015.